# Henriette Schöller
Henriette Schöller, seit 1856 Freifrau von Frankenburg (* 27. Dezember 1815 in München; † 20. April 1866 in Tegernsee) war eine deutsche Schauspielerin und die Ehefrau des Prinzen Karl von Bayern.

## Leben
Jeanette Josepha Katharina Schöller, geboren 1815 in München, erhielt ihre schauspielerische Ausbildung u. a. durch Sophie Schröder. 1834 wurde sie als Henriette Schöller für das Fach ’jugendliche Liebhaberinnen’ am Münchner Hoftheater engagiert. Nach ihrer Heirat mit dem Hofschauspieler Ludwig Hölken im November 1838 erscheint sie ab dem 22. November 1838 als „Mad. Hölken“ auf den Theaterzetteln. Am 1. November 1842 beendete sie ihre Bühnenkarriere.
Als Witwe heiratete sie am 7. Mai 1859 in morganatischer Ehe den Prinzen Karl von Bayern (1795–1875), Bruder Ludwigs I., und wurde am 20. Mai (oder März?) 1859 von König Maximilian II. als Freifrau von Frankenburg in den Adelsstand erhoben. Sie lebte dann mit dem Prinzen abwechselnd in München und Tegernsee, wo sie 1866 starb. Die Ehe blieb kinderlos.
Bestattet wurde sie – wie auch der Prinz und seine erste Ehefrau Sophie Petin – im 1838 von dem Münchner Architekten Joseph Daniel Ohlmüller erbauten Mausoleum des Prinzen Karl in Starnberg-Söcking.
Aus der Ehe mit Ludwig Hölken stammte eine Tochter, Marie Elisabetha Hölken, die später einen Major Gradinger heiratete und das Landhaus in Tegernsee erbte und bewohnte, das Prinz Karl für Henriette hatte bauen lassen (sie starb vor dem Einzug), die noch heute existierende Villa Frankenburg bzw. Villa Gradinger.